# 理查·托馬斯
理查·托馬斯（英語：Richard Earl Thomas，1951年6月13日—）是美國的一位演員。他最著名的作品是在CBS電視劇華生一家中飾演John-Boy Walton角色。他因該角獲得一項艾美獎和兩項金球獎提名。